# Tatiely Cristina Sena das Neves
Tatiely Cristina Sena das Neves, meglio nota come Taty (Salvador, 11 agosto 1996), è una calciatrice brasiliana, attaccante del Braga.

## Carriera

### Club
Taty disputa la prima parte della carriera in patria, giocando per club degli stati di Bahia (Vitória, São Francisco e Caucaia) e Pernambuco (Vitória-PE), e ottenendo il suo primo titolo, nel campionato baiano femminile, con il Vitória nel 2018.
Nel 2019, dopo aver iniziato la stagione con il Vitória, coglie l'occasione per disputare il suo primo campionato estero, trasferendosi in Europa al Torreense, club che milita nella seconda divisione del campionato portoghese femminile di calcio, contribuendo con 25 reti su 17 incontri di II Divisão alla promozione della squadra in Campeonato Nacional. Rimasta una seconda stagione, condivide con le compagne una buona prestazione per una neopromossa, centrando il 4º posto nel girone sud e la conseguente qualificazione per la fase finale per il titolo (7º posto).
La stagione successiva, pur rimanendo in Europa, si trasferisce alle ungheresi del Puskás Akadémia, con il quale marca solo una presenza, realizzando in quell'occasione una rete, nel pareggio interno per 2-2 con l'MTK Hungária.
Conclusa l'esperienza in Ungheria viene annunciato il suo trasferimento in Italia, al Pomigliano, che opera sul mercato per rafforzare il reparto offensivo per la sua seconda stagione in Serie A.

## Statistiche

### Presenze e reti nei club
Statistiche (parziali) aggiornate al 18 maggio 2024.
| Stagione        | Squadra         | Campionato      | Campionato | Campionato | Coppe nazionali | Coppe nazionali | Coppe nazionali | Coppe internazionali | Coppe internazionali | Coppe internazionali | Altre coppe | Altre coppe | Altre coppe | Totale | Totale |
| Stagione        | Squadra         | Comp            | Pres       | Reti       | Comp            | Pres            | Reti            | Comp                 | Pres                 | Reti                 | Comp        | Pres        | Reti        | Pres   | Reti   |
| --------------- | --------------- | --------------- | ---------- | ---------- | --------------- | --------------- | --------------- | -------------------- | -------------------- | -------------------- | ----------- | ----------- | ----------- | ------ | ------ |
| 2022-2023       | Pomigliano      | A               | 24+2       | 7          | CI              | 3               | 0               | -                    | -                    | -                    | -           | -           | -           | 29     | 7      |
| 2023-2024       | Sampdoria       | A               | 22         | 4          | CI              | 1               | 0               | -                    | -                    | -                    | -           | -           | -           | 23     | 4      |
| Totale carriera | Totale carriera | Totale carriera | 48+        | 11+        |                 | 4               | 0               |                      | -                    | -                    |             | -           | -           | 52+    | 11+    |

## Palmarès

### Club
- Campionato baiano femminile: 1

Vitória: 2018
- Campionato portoghese femminile di seconda divisione: 1

Torreense: 2019-2020